# フレネミー
フレネミー（英：frenemy、/ˈfrenəmi/）とは「friend」（友）と「enemy」（敵）の混成語。「友を装っている敵」または「ライバルかつ友」を意味する。

## 経緯
1953年には、「frienemies」という綴りが、当時のソ連国民を指す造語として、印刷媒体で使用されていた。
OxfordDictionaries.comによると、1950年代には「frenemy」綴りもすでにあったとされる。一方、Merriam-Webster.comによると、「frenemy」の使用が確認されている最古の例は1977年である。
娯楽作品では、2000年にテレビドラマ『セックス・アンド・ザ・シティ』（HBO局）で使用されたのが最初だという説がある。
2012年、ディズニー・チャンネルで『フレネミーズ』というテレビ映画が放送された。異なる状況にある3組のフレネミーたちを描いたアンソロジー・ドラマである。
日本においては、『an・an』の2010年5月12日号に「親友は本物? 巷にはびこる“フレネミー”に気をつけろ!」という特集記事が掲載され、2012年5月には”フレネミー心理研究会”の監修による『フレネミーと賢くつき合う33の法則』が出版された。

## 人間関係
フレネミーという言葉は、トゥイーン向けの映画、文学、テレビ番組に頻繁に登場し、実社会においてもティーンやトゥイーンが同年齢・同等の者について使用する。複数形はフレネミーズ（frenemies）であるが、（「友を装う敵」というニュアンスでの）フレネミーのグループを指して「mean girls」と言うこともある。その他、「diva」「gossip girl」「poison pal」という類義語がある。
『ビジネスウィーク』誌によると、職場におけるフレネミーも珍しくない。仕事環境が次第にカジュアルになるにつれ、仕事上の付き合いと個人的な生活が密接に絡み合うケースが多く見られるようになってきた。同僚との付き合いは過去にもなかったわけではないが、仕事が忙しいあまり、職場以外で友情を培うための時間が減り、その気も失せていく傾向があるという。
アメリカ合衆国の精神科医でテレビやラジオのパーソナリティーも務めているポール・ドブランスキーは、フレネミーは「友人」にも「敵」にも「いじめっ子」にも成り得る前兆（precursor）だと分析する。

## フレネミーの例
- 歌手マライア・キャリーとニッキー・ミナージュは、ファッション面でフレネミーだとされている[17][18]。
- テレビドラマ『ゴシップガール』の登場人物、セリーナ・ヴァンダーウッドセンとブレア・ウォルドーフがフレネミー同士だとされる[19]。
- コメディアンのスティーヴン・コルベアは、『ザ・コルベア・レポー』（コメディ・セントラル局）において、中国がアメリカ合衆国にとってのフレネミーだというジョークを飛ばした[8][20]。